# Traité de paix du Tripura
Le traité de paix du Tripura est un traité de paix signé le 4 septembre 2024 entre le gouvernement indien, le gouvernement de l'état du Tripura et les groupes armés séparatistes du Front de libération national du Tripura (en) (FLNT) et du All Tripura Tiger Force (en) (ATTF). Le traité met fin à l'insurrection séparatiste (en) sévissant dans le Tripura depuis 1989. Ce traité s'inscrit dans un contexte d'insurrections séparatistes dans plusieurs états indiens du nord-est.

## Contenu
Le traité est signé par le ministre de l'Intérieur indien Amit Shah, le ministre en chef du Tripura Manik Saha (en), du chef du FLNT Biswamohan Debbarma (en), de son vice-président Upendra Reang et du chef de l'ATTF Alindra Reang.
Dans le cadre de l'accord, les cadres du FLNT et de l'ATTF, soit environ 328 personnes, se rendent aux forces gouvernementales indiennes. Le gouvernement indien a promis une enveloppe financière de 250 millions de roupies (environ 30 millions de dollars américains) pour la réhabilitation des militants dans la société civile.